# Közönséges nád
A közönséges nád (Phragmites australis) az egyszikűek (Liliopsida) osztályának perjevirágúak (Poales) rendjébe, ezen belül a perjefélék (Poaceae) családjába tartozó faj.
A közönséges nádon kívül ebbe a nemzetségbe még három faj tartozik. A nád kifejezés leggyakrabban azonban erre a fajra, a nemzetség típusfajára utal.
Jogi értelemben a nádas a termőföld egyik művelési ága.

## Előfordulása
A nád az egész világon megtalálható, Európában is sokfelé gyakori. A nád, éppen úgy, mint a gyékények, az állóvizek nádasainak egyik jellegzetes faja. E növények elsősorban a víz alatti száraikat borító élő bevonat (biotekton) révén nagymértékben hozzájárulnak a vizek öntisztulásához. Azonban a különböző típusú víztestekben kialakuló egyensúlyi állapotok eredményezhetik a belső eutrofizációt is, amikor a vízbe hulló szerves anyag bomlásával alakul ki tápanyagfelesleg.

## Megjelenése
A nád évelő fűféle, messze kúszó gyöktörzzsel és hosszú, föld feletti indákkal. Szára mereven felálló, 1-4 méter magas és alján 2 centiméter vastag. Levelei szürkészöldek, laposak, szélük metszően éles, 15-30 centiméter hosszúak és 1-3 centiméter szélesek. A levéllemez tövén nyelvecske helyett szőrkoszorú található. A virágok 20-50 centiméter hosszú, sötét- vagy sárgásbarna, terebélyes, sokvirágú, felül kissé visszahajló bugában nyílnak. A füzérkék 10-50 milliméter hosszúak, 3-6 virágból állnak. A nád részei: mellékgyökérzet; gyöktörzs; párhuzamos erezetű levelek; üreges, bütykös el nem ágazó szár, bugavirágzat.

## Életmódja, ökológiája

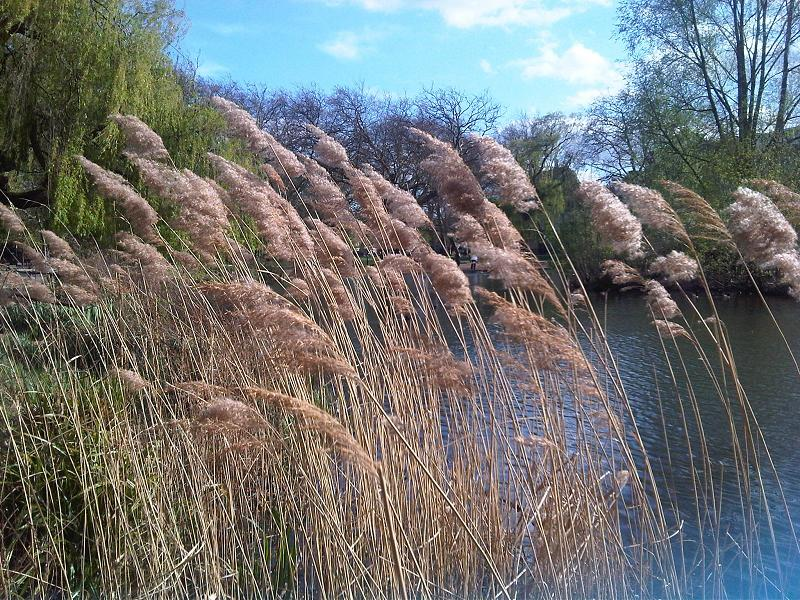
Néhány nádszál

A nád álló- vagy lassan folyó vizekben, csaknem 2 méter vízmélységig, továbbá mocsarakban, nedves réteken többnyire nagy állományokban nő. Liget- és láperdőkben, lápokon, omlásos, szivárgó vizű lejtőkön is előfordul. Bár óriási mennyiségű magot hullat, ebből csak kevés csírázik ki. Vegetatív úton viszont gyorsan és hatékonyan képes terjedni. Elsősorban a talajban kúszó erőteljes gyöktörzseivel (rizómáival), azonban sekély vizekben – leginkább mocsári körülmények között – a vízbe dőlő száraival is amelynek minden csomójából (nodus) járulékos gyökereket és szárakat hajt, amelyek erőteljes növekedésnek indulnak. Kedvező körülmények között a kialakuló nádas rendkívül gyorsan képes terjedni. A nádasban a nádszálak nagy száma ellenére csak jóval kevesebb önálló, genetikailag különböző növényegyed él.

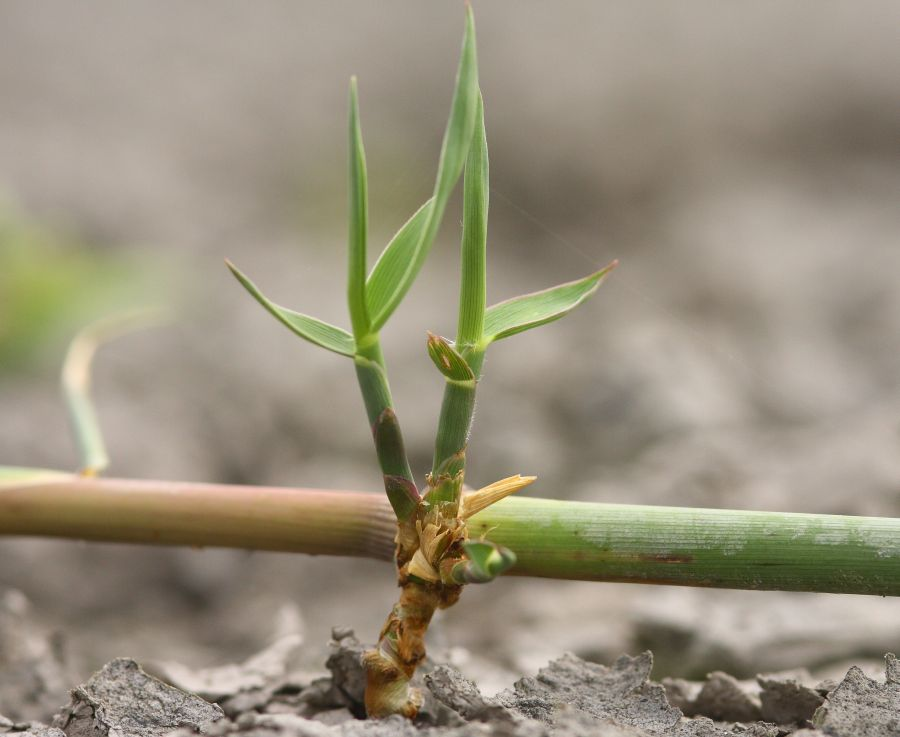
A nád vegetatív szaporodása

A nádas igen érzékeny a mechanikai sérülésekre, különösen a rizómák sérüléseire. Ilyenkor tartós nádpusztulás léphet fel. A nád irtható is ilyen módon. Évi kétszeri kaszálás mellett a nedves gyepekből néhány év alatt eltűnik. A zöld növény a vegetációs időszak vége előtt a levelekből és a szárból a hasznosítható tápanyagokat a rizómákba szállítja, amelyek tavasszal biztosítják az új hajtások gyors növekedését. Ha a vágással újabb szárképzésre kényszerül és nem történik meg a raktározás, a rizóma kimerül és a növény elpusztul. A Balaton mellett évtizedekig megfigyelhető volt a nádas területének csökkenése, amit a (jórészt illegálisan) kialakított stégek és kikötőhelyek miatti ismétlődő mechanikai sérülések okoztak.
A nád reduktív viszonyok között is képes a tápanyagfelvételre, mivel oxigéntartalékai segítségével oxidatív körülményeket képes kialakítani. A nád vízforgalmát a transpiráció tartja fenn, mértékében nagy tér- és időbeli eltérések tapasztalhatók. Megállapítható, hogy a nádas átlagosan többet párologtat, mint a nyílt vízfelszín. A nádas táplálkozásához szükséges, hogy a borító vízréteg harmonikus dinamikával rendelkezzen, mind statikai, mind dinamikai vízigényét ki tudja elégíteni. A statikus vízigény a vízborítás mélységében, a dinamikus a frissvíz-utánpótlásban és a vízfogyasztásban jelenik meg.
A nádasok fontos szerepet játszanak a süllyedéssel vagy deflációval kialakult tómeder feltöltődésében és a lassú folyású síksági folyók mederváltozásaiban azáltal, hogy stabilizálják az üledéket, amelynek képződéséhez elhalt szerves anyagaikkal maguk is hozzájárulnak. Hosszú távon ezzel hozzájárulnak létfeltételeik fokozatos megszűnéséhez. A feltöltődéssel a széles nádasok belsejében ritkulás és kipusztulás indul meg, mert az oxigénben dús víz már nem tud bejutni és a nyári hőség idején a víz oldott oxigéntartalma tartósan nullára csökken. Ilyen jelenséget lehet megfigyelni a Fertő délnyugati részének 4–6 kilométer széles nádasában.

## Természetvédelmi jelentősége
A nád nagy kiterjedésű, homogén állományokat alkot, vagy elegyedik néhány tömeges megjelenésű növényfajjal. Kiszáradó nádasokban ilyen a nagy csalán (Urtica dioica), tavak szegélyében, mocsarakban a keskenylevelű gyékény (Typha angustifolia), a széleslevelű gyékény (Typha latifolia), a télisás (Cladium mariscus) és a zsióka, más néven sziki káka (Bolboschoenus maritimus). A balatoni nádas-felméréseket és nádasminősítéseket több évtizede végző Balatoni Szövetség (BSz) 2020-as felmérése szerint négy év alatt több mint a duplájára nőtt az a terület a Balaton partján, ahonnan eltűnt a nád.

### Nádas növénytársulások
- Scirpo-Phragmitetum phragmitetosum (KOCH 26.) SOÓ 1957.
- Scirpo-Phragmitetum schoenoplectetosum litoralis SOÓ 57.
- Scirpo-Phragmitetum typhetosum (KOCH 26.) SOÓ 1957.
- Scirpo-Phragmitetum typhetosum utriculariosum fac.nov.
- Scirpo-Phragmitetum utriculariosum TÓTH et SZABÓ 1961.
- Scirpo-Phragmitetum schoenoplectetum tabernaemontani KÁRPÁTI et al. 1970.
- Scirpo-Phragmitetum bolboschoenetum maritimi KÁRPÁTI et al. 1970.
- Scirpo-Phragmitetum magnocaricosum TÓTH 1960.
- Scirpo-Phragmitetum cladietosum marisci SOÓ 1949.
- Scirpo-Phragmitetum calamagrostetosum epigeios ass.nov.
- Scirpo-Phragmitetum ruderale

### A nádasok állatvilága

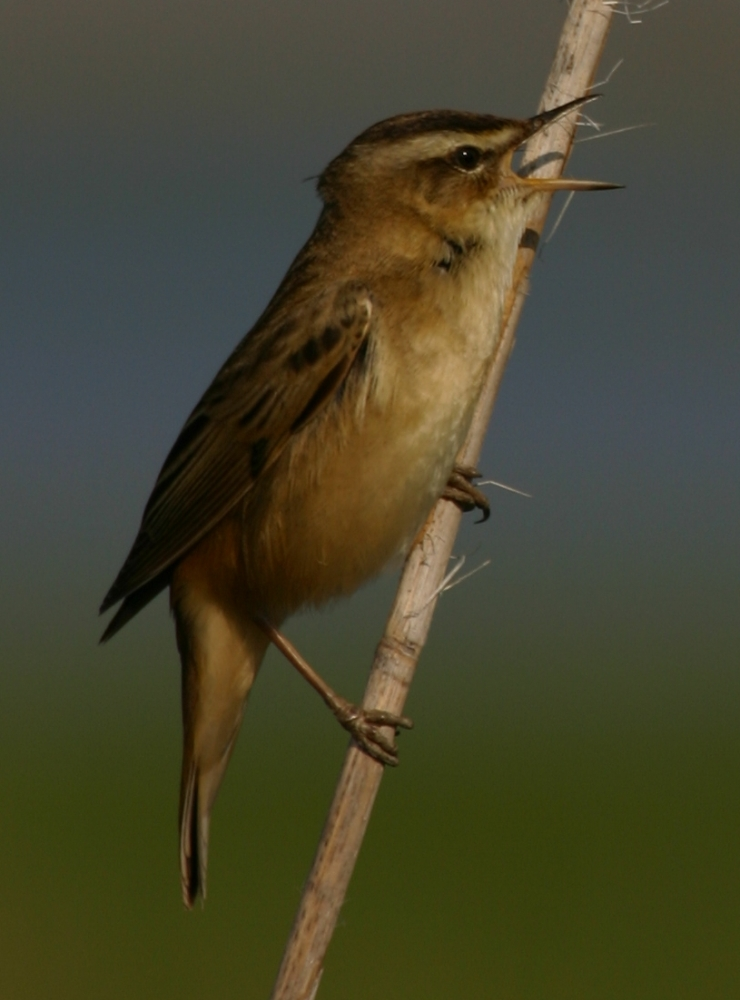
Foltos nádiposzáta

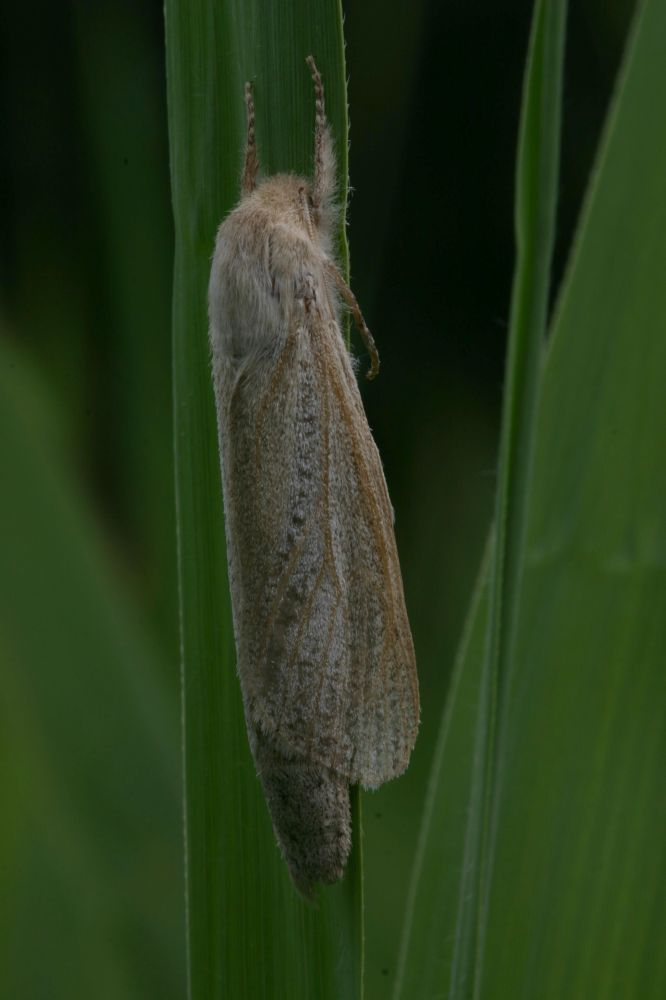
Nádrontó lepke (Phragmataecia castaneae)

A nádasok számos gerinctelen és gerinces állatfaj számára biztosítanak élőhelyet. A többnyire kisméretű gerinctelen fajok egy része a zootekton részét képezi, azaz élő bevonatot képez a növényen, amely szilárd aljzatként szolgál. Ilyen pl. a tavi szivacs (Spongilla lacustris), amely fényben fejlődve zöld, sötétben fejlődve szürkésfehér vagy sárgásbarna telepeket alkot a víz alatti szárrészen. A vedlő állatokhoz tartozó fonálférgek (Nematoda) az élő bevonat alapító szervezetei közé tartoznak. A Punctodora ratzeburgensis a nádszáron szabadon élő féreg egyedei kovaalga bevonatból készítenek ragadós váladékukkal kis csomókat, amelyben búvóhelyet találnak. detrituszt fogyasztanak. Egyedszámuk egy m²-re vonatkoztatva több tízezer is lehet. A gyűrűsférgekhez (Annelida) tartozó kevéssertéjű férgek (Oligochaeta) közé tartozó piócák a már jól kifejlődött bevonatban találják meg búvóhelyüket és táplálékukat. A nyolcszemű nadály (Erpobdella octoculata) ragadozó életmódú, elsősorban más férgekkel táplálkozik. Elsősorban eutróf vizekben található meg, így közvetve jelzi a vízminőséget.
Különösen gazdag a nádasok fészkelő madárvilága. Az itt költő fajok egy része a nád sűrűn növő, erőteljes szárára építi a fészkét is. Ezek közül a nádiposzáták 4-5 nádszál közé szövik be zacskó alakú fészküket, ilyen a közismert nádirigó (Acrocephalus arundinaceus) melynek latin neve is a nádra utal. A többnyire telepesen költő gém-félék az egymás mellett növő nádszálakat megtörve készítenek fészekalapot, amelyre magát a fészket is zömében nádszálakból építik a fészkeket. Ilyen fajok a nagy kócsag (Egretta alba), a vörös gém (Ardea purpurea) és a kanalasgém (Platalea leucorodia). Ezek jórészt a változó sűrűségű nádasokban, öblözetekben táplálkoznak. Más, a nádasokban fészkelő madárfajok a nádbokrok tövében kotlanak és a táplálékukat az avas nádasokban bujkálva keresik, mint a guvat (Rallus aquaticus) és a kis vízicsibe (Porzana parva).
A madárvonulás időszakában sok költöző madár felbukkan a nádasokban, olyanok is, amelyek az év során egészen más élőhelyeket népesítenek be. Augusztus közepétől szeptember végéig tömegesen (olykor több százezres csapatokban) éjszakáznak a nádszálakon a füsti fecskék (Hirundo rustica) és a seregélyek (Sturnus vulgaris). A téli hónapokban kisebb-nagyobb csapatokban kék cinegék járnak a nádasba táplálkozni. A kék cinegék erős csőrükkel kibontják a nádszálakat és kiszedegetik azok üreges részéből az ott fejlődő rovarlárvákat (pl. Lipara-fajok).
Hazánkban a legnagyobb összefüggő nádas a Fertő tónál található, Európában a Duna-delta nádasa a legnagyobb. A nádasok veszélyeztetett élőhelyek, számuk és kiterjedésük folyamatosan csökken, kiváltképpen Nyugat-Európában.

## A nád hasznosítása
Elsősorban elfásodott, üreges szárát hasznosítják. A levélzet lehullását követően, rendszerint november végén, december elején kezdődik meg a nád aratása, de a vízben álló nádat legkönnyebb jégről aratni. A nádvágást ma már gépesítették, de még így is a legnehezebb fizikai munkák közé tartozik. A kézi nádaratás eszköze a kocér, ami egy rövid nyelű, rövid pengéjű kasza. Az aratást végző munkás magas szárú gumicsizmában a vízben haladva, vagy a jégen vágja a nádat, amelyeket kévékbe köt. Jégen használták a tolókaszát is, amely egy a jégen, két nyéllel tolt penge. Az aratott kévéket vállon, vagy csónakba rakva hordták a partra.
A nádaratás gépesítése Magyarországon az 1954/55-ös aratási idényben kezdődött. Különböző technikai megoldásokkal kísérleteztek, de leginkább az NDK gyártmányú RS-09-es eszközhordó traktor vált be, amelyet vágó- kötözőszerkezettel láttak el (1958-79-ig). A nád aratásában a Seiga Tortoise aratógép (1974-től) játszotta a legfontosabb szerepet, ezt máig használják. Az önjáró, 130 centiméter széles gumitömlős, hidraulikus hajtású kerekekkel felszerelt gép nehéz terepviszonyok esetén is használható. Kisebb kiterjedésű nádasok aratására kétkerekű, egy ember által tolt gépeket is használnak. Emellett alkalmaztak még úszó nádaratógépet valamint csörlőkkel és drótkötelekkel mozgatott aratógépeket is. A leggazdaságosabb és a nádast a legkevésbé károsító aratási mód a jégen történő aratás és kiszállítás. A vízen történő aratás során a kerekes nádarató gépek a vízben, iszapban haladva a nádas gyökérzetében bizonyos mértékű kárt okoznak. A kártétel két formában jelentkezik. A gépek haladás közben kapaszkodnak a szilárdabb altalajba, ahol a nád rizómái találhatók. Ezeket felszaggatják, darabolják. A másik kártétel, hogy a már ősszel kialakult hajtáskezdeményeket, a „szivarokat” letörik. Az úszó aratógép kártétele kisebb, de üzemeltetéséhez minimálisan 35–40 centiméter vízborítást kíván, ezért az alacsonyabb vízállású években nem alkalmazható. Gazdasági szempontból legértékesebb az egyidejű (egyéves) nád, szinte kizárólag csak ezt aratják.
A learatott nádat a parton nagy kúpokba összerakva tárolják és helyben, vagy koncentráltan telephelyeken előfeldolgozzák. Ennek során az aratott kévékből a törött és rövid szálakat, valamint a gyékény vagy sás részeket eltávolítják és egységnyi kévékbe kötik, amelyeket tetőfedő nádként hasznosítanak, vagy tovább feldolgozzák nádpallónak, nádszövetnek amelyet leginkább ugyancsak az építőipar hasznosít.
Az utóbbi években kísérletek történtek a nád biomasszájának energetikai célú hasznosítására is, azonban az aratás és a szállítás magas energiaigénye és költsége, valamint a nád alacsony fajhője miatt a gyakorlatban nem valósult meg.
Korábban a zöld nádat legeltették, elsősorban szarvasmarhával. A fiatal hajtások magas cukortartalma miatt a legelő állat szívesen fogyasztja a zöld nádat. Ma már az istállózó állattartás elterjedése és a háziállat állomány erős csökkenése miatt nincsen gazdasági jelentősége.

## Képek

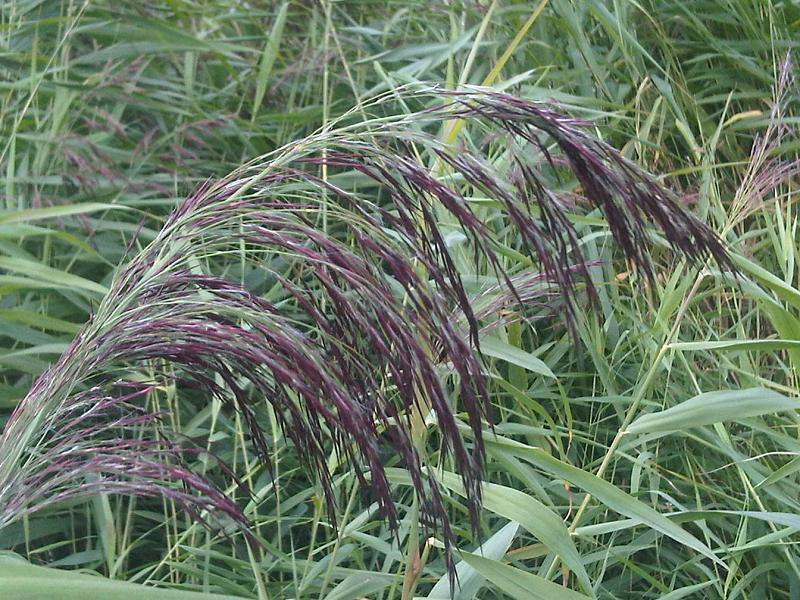
Bugavirágzata
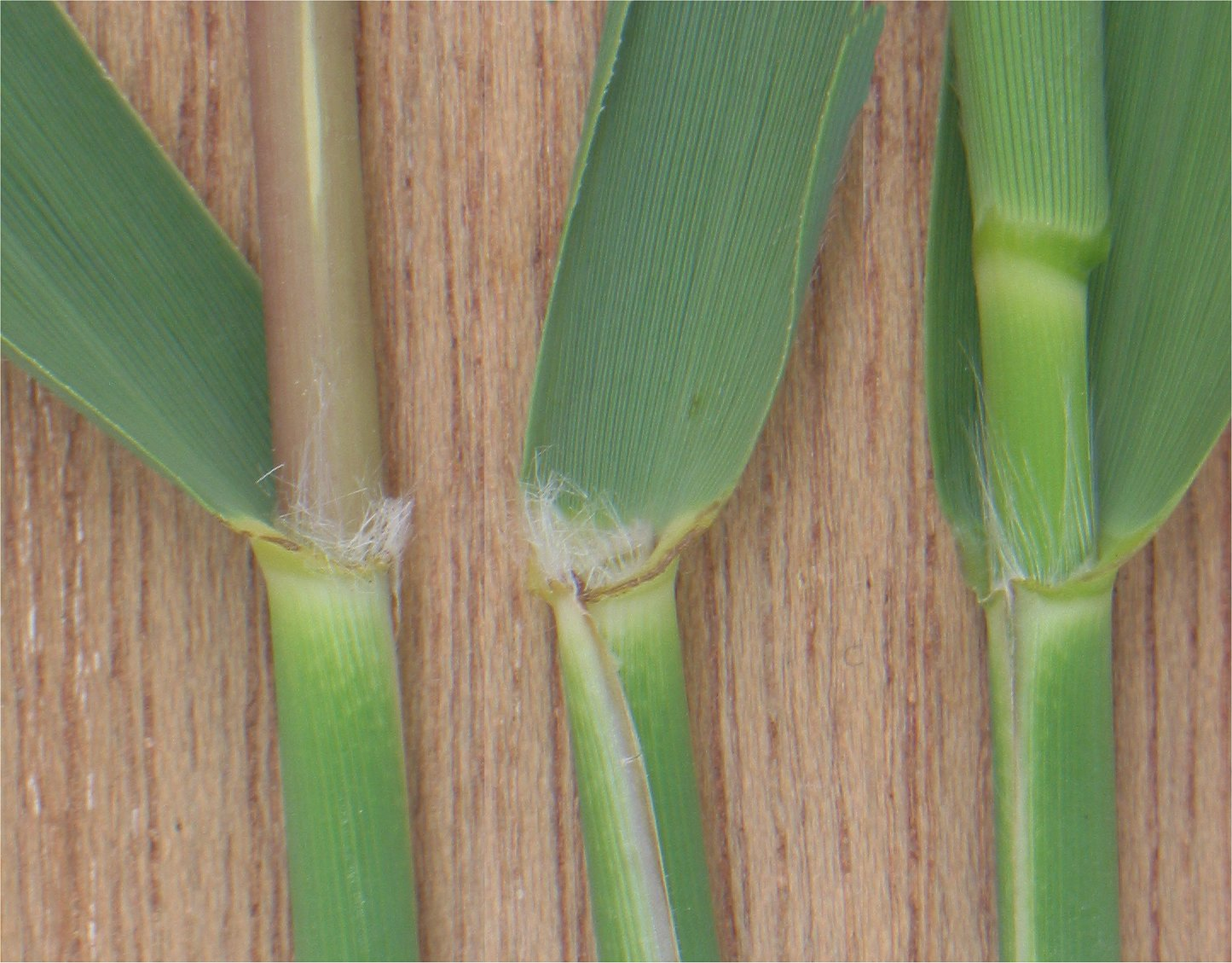
Szára és levéltövek
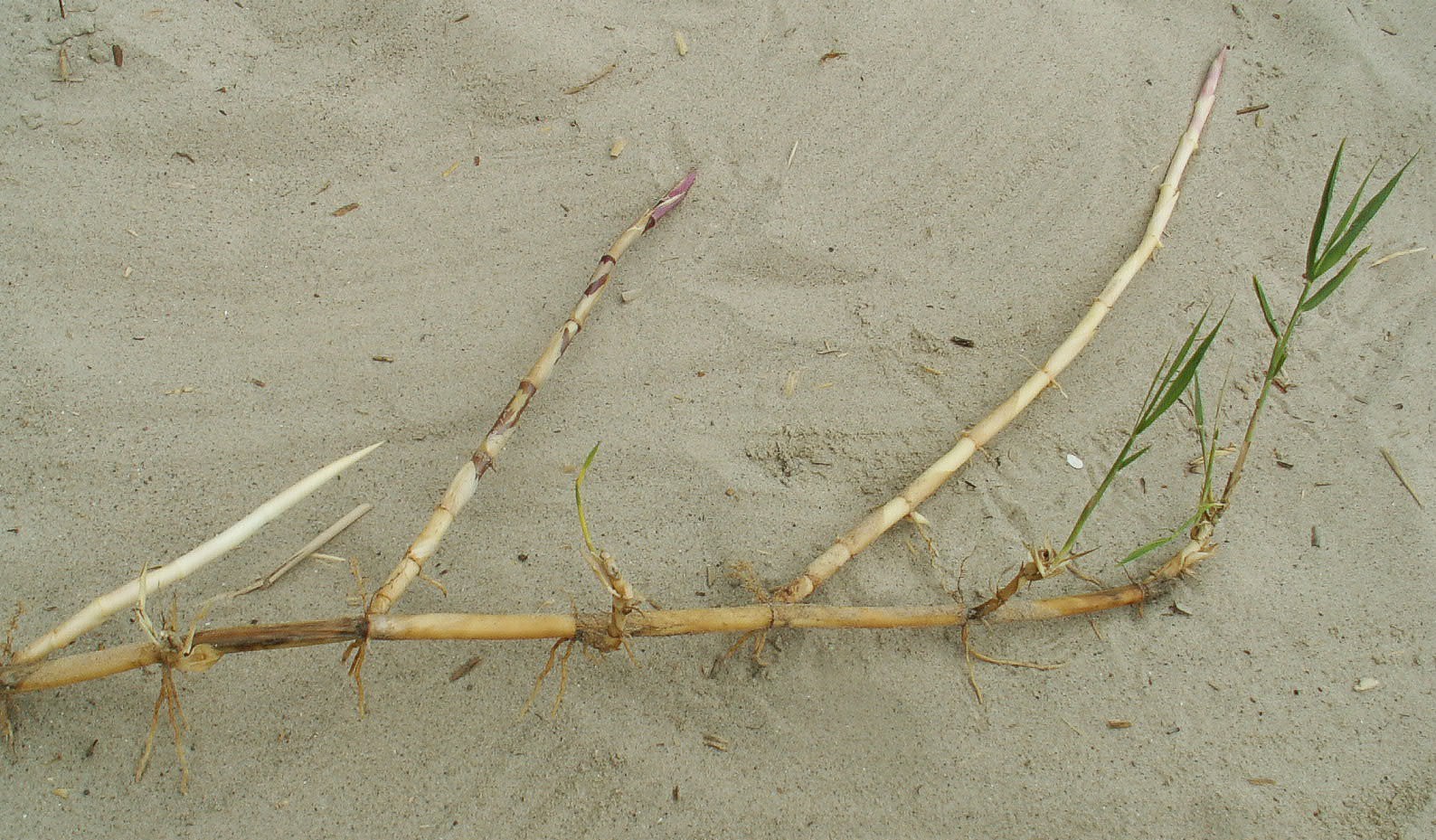
Gyöktörzse
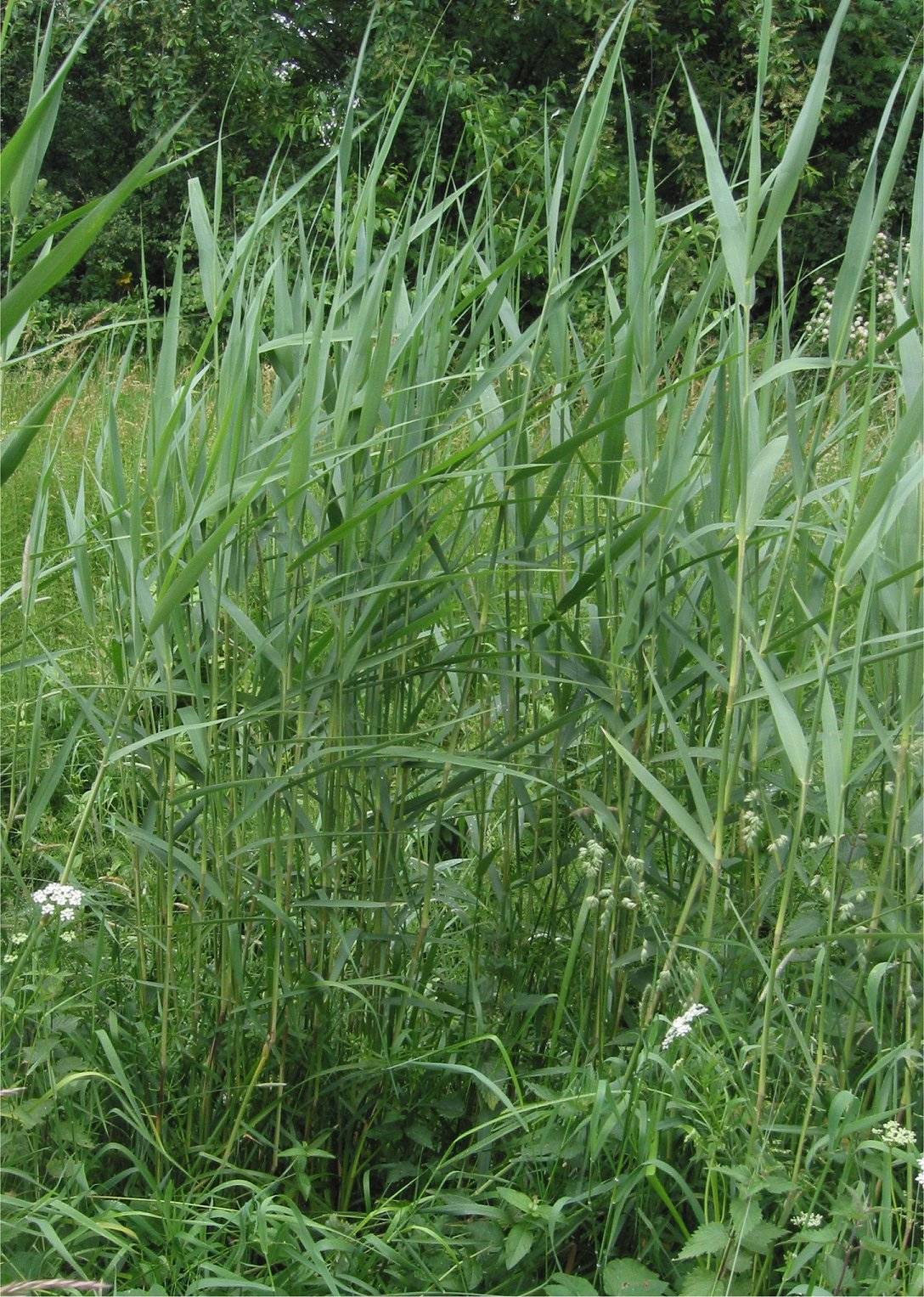
Fiatal nádas
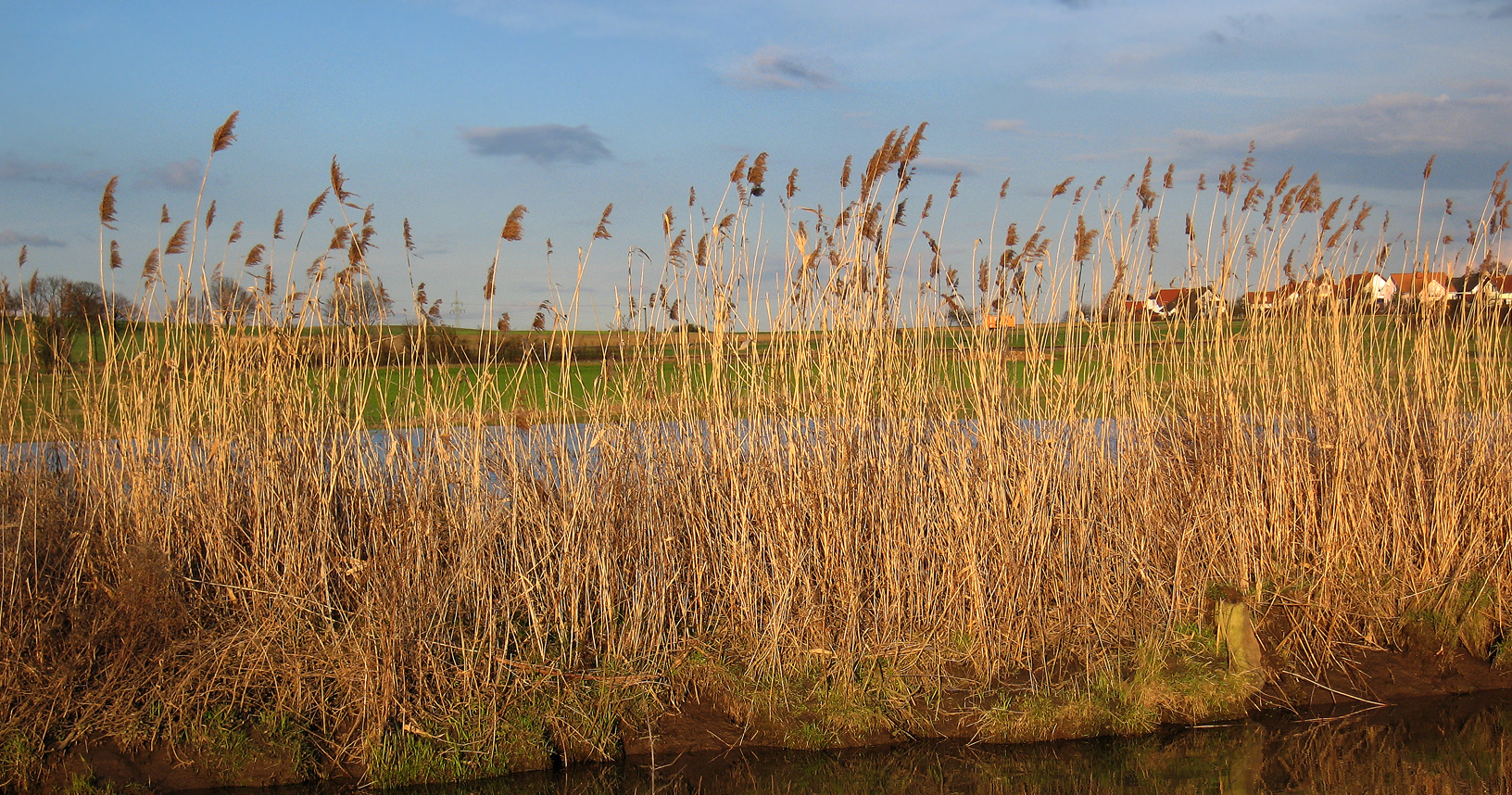
Nádas tájak
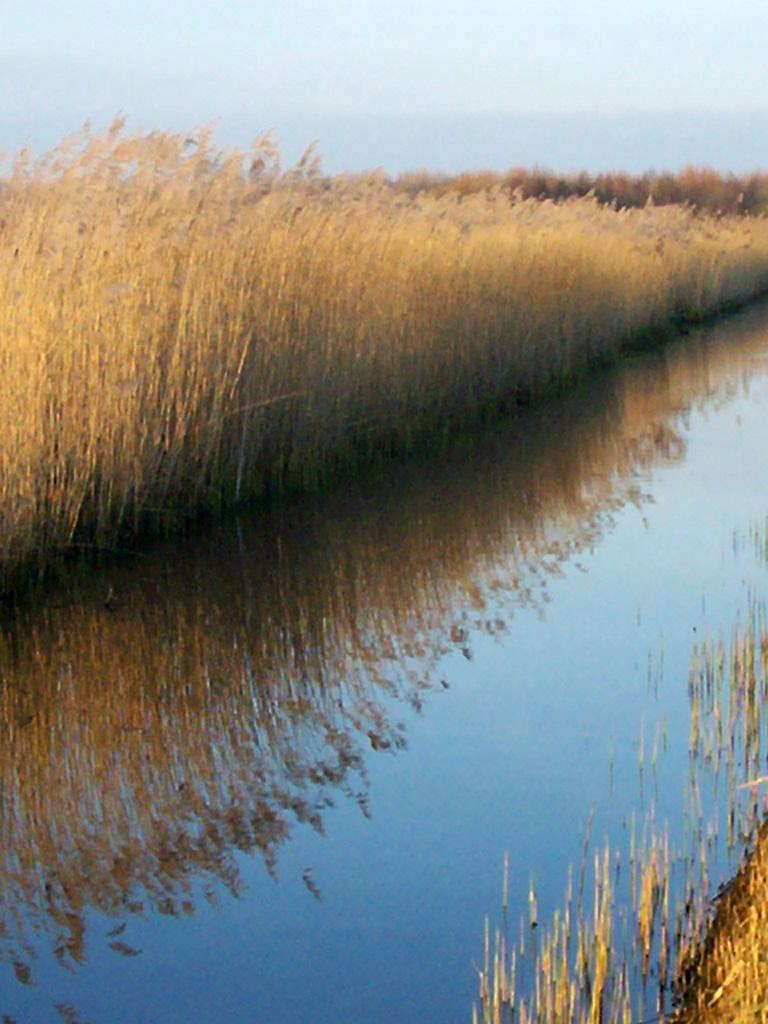
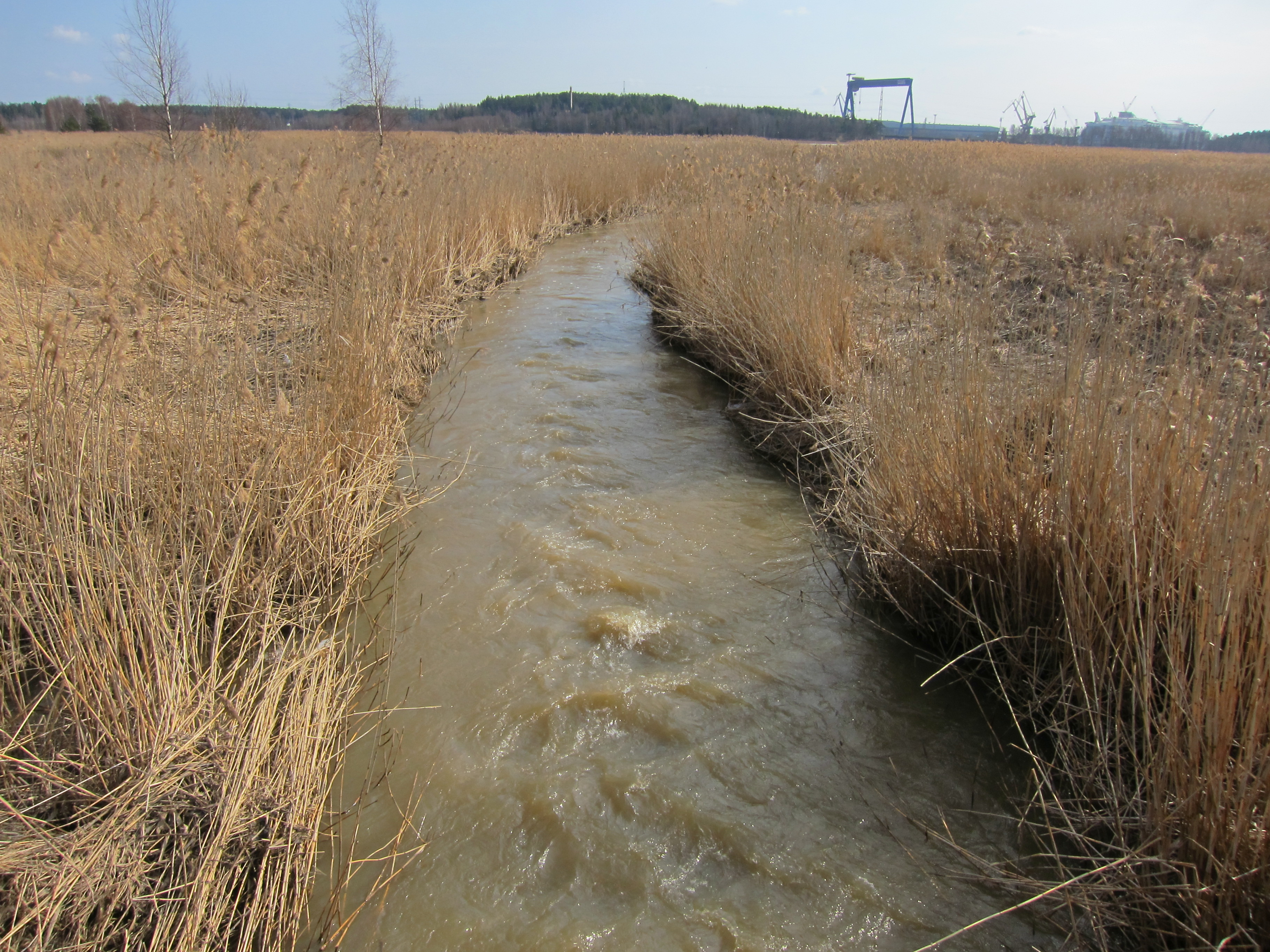
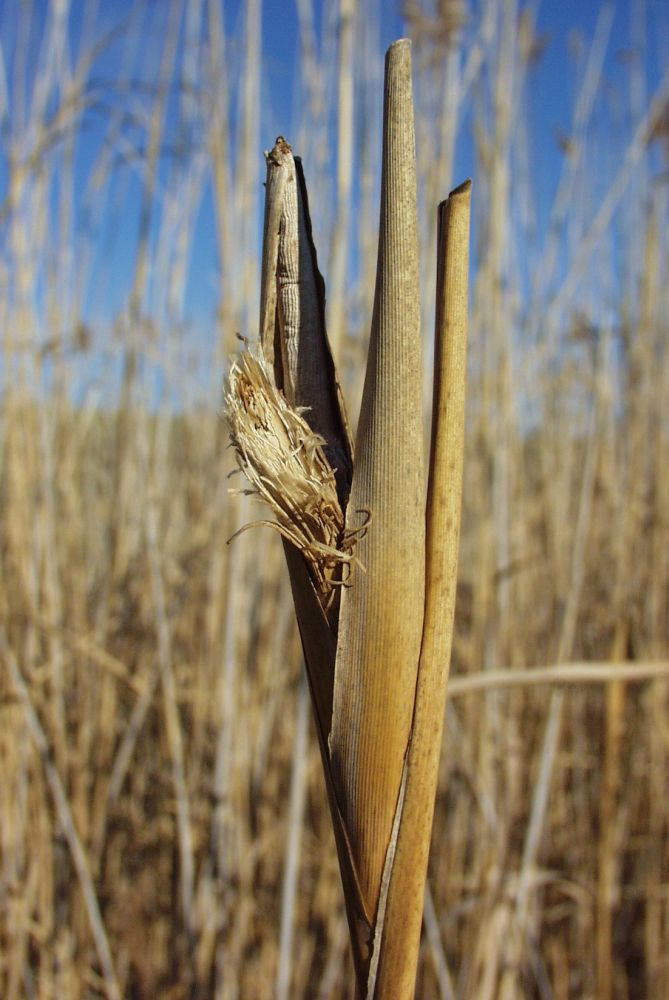
A Lipara lucens nádgubacslégy gubacsa
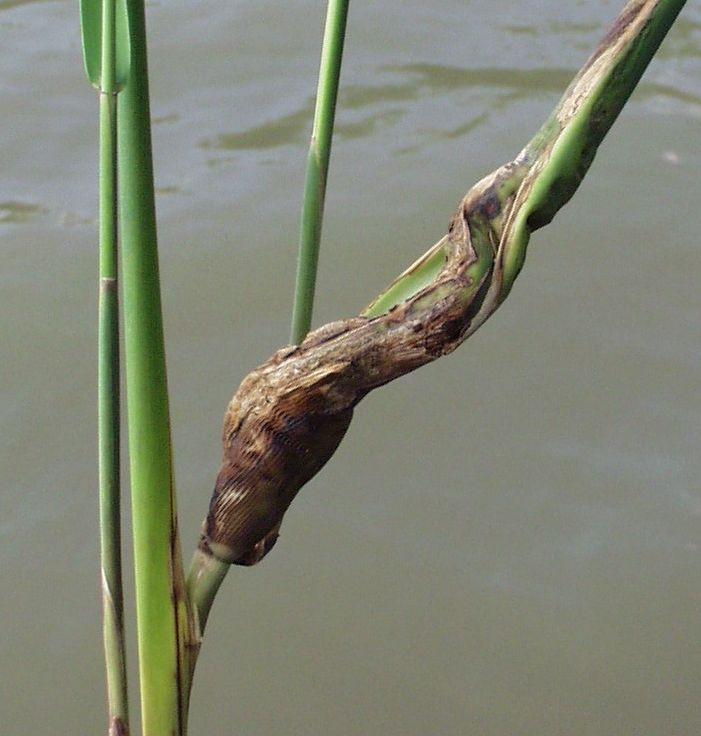
A Steneotarsonemus phragmitidis atka gubacsa
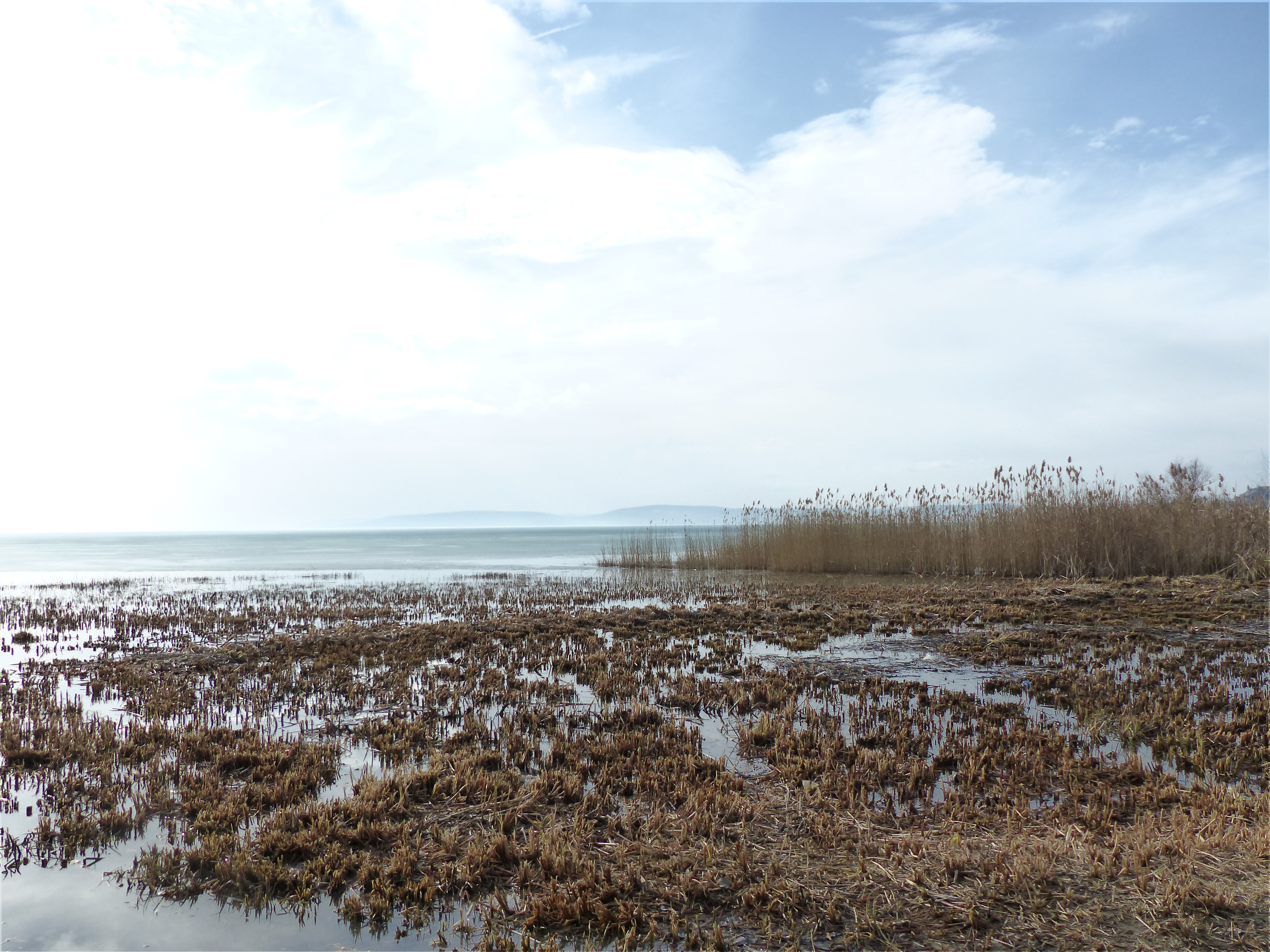
Nádvágás után - Alsórét, Balatonkenese
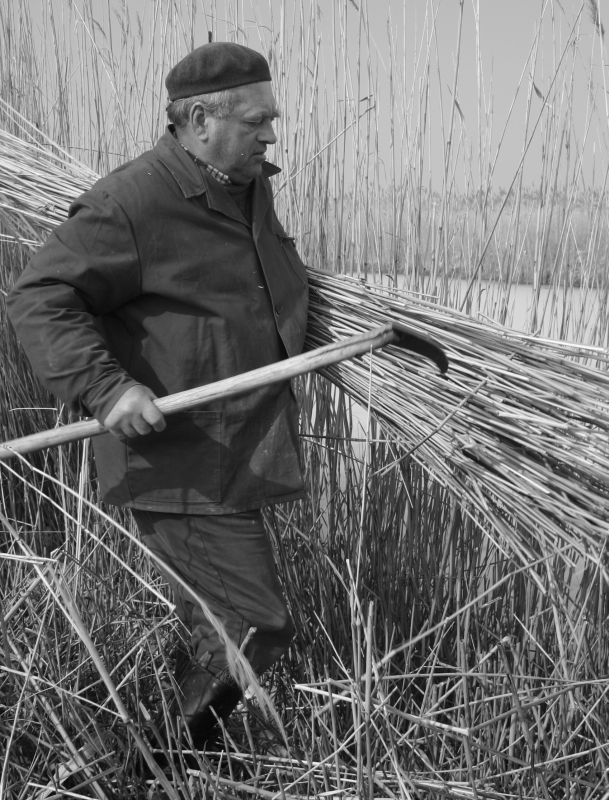
Nádaratás kocérral a Fertőn
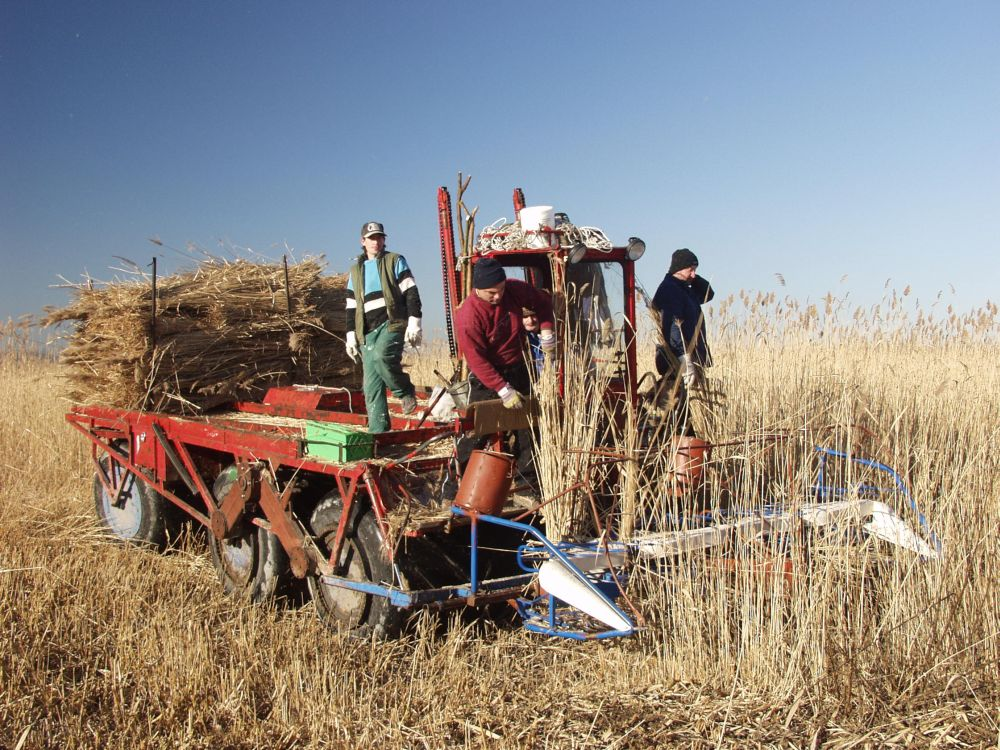
Nádaratás géppel a Fertőn
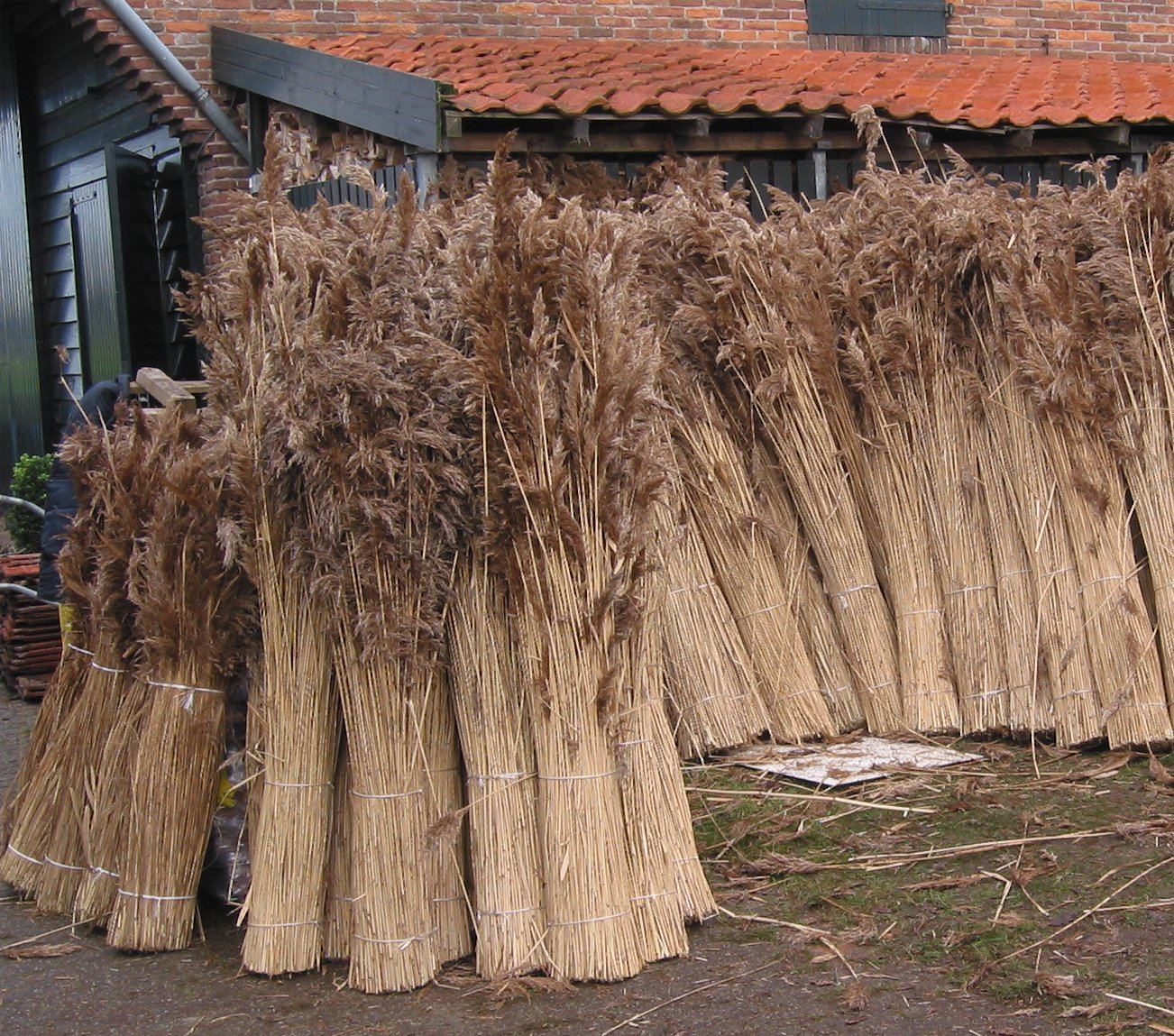
Háztetőnek előkészített nád
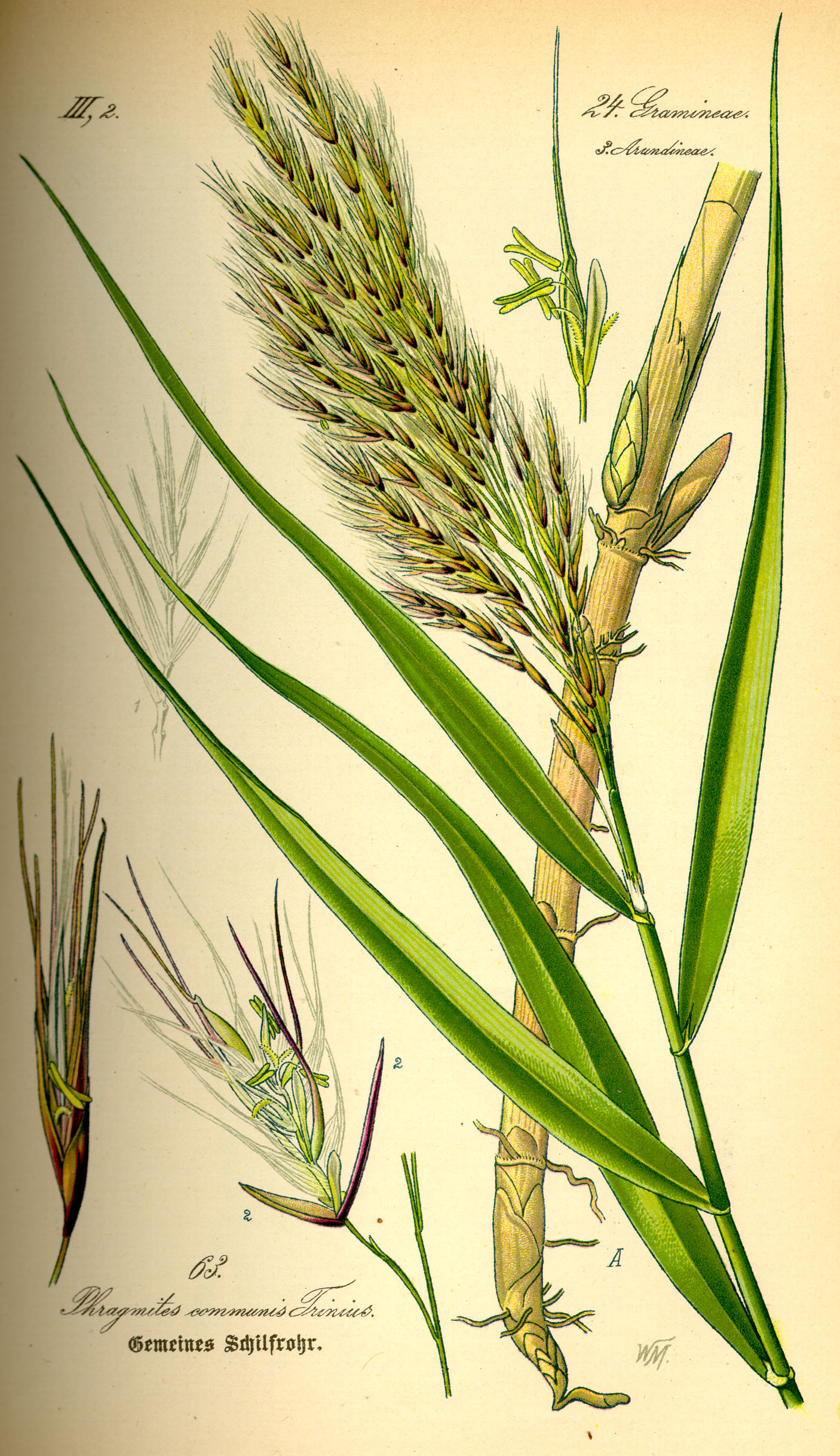
Rajz a növényről